# Konstantin Feoktistov
Konstantin Petrovitj Feoktistov (ryska: Константин Петрович Феоктистов), född 7 februari 1926 i Voronezj, Sovjetunionen, död 21 november 2009 i Moskva, Ryssland, var en sovjetisk kosmonaut och en framstående rymdingenjör. Feoktistov skrev också flera böcker om rymdteknik och prospektering. Feoktistov-kratern på månens baksida är namngiven till hans ära.

## Biografi
Under den nazistiska ockupationen av Voronezj stred Feoktistov, vid en ålder av bara 16 år, i den sovjetiska armén mot de tyska trupperna och utförde rekognoseringsuppdrag vid Voronezjfronten. Efter att ha tillfångatagits av en Waffen-SS-patrull, blev han skjuten av en tysk officer, men kulan gick rakt igenom nacken och hakan och dödade honom inte. Han kunde senare ta sig fri och tillbaka till de sovjetiska linjerna.
Efter krigsslutet, började Feoktistov i Baumans högre tekniska skola i Moskva(en)  som ingenjörsstudent och avlade examen där år 1949. Han fick senare också en doktorsexamen i fysik. Han började arbeta vid konstruktionsbyrån Michail Tichonravovs OKB och från år 1955 ingick Feoktistov som en del av laget som konstruerade Sputnik-satelliterna, Vostok-rymdkapseln, Voschod-rymdkapseln och Sojuz-rymdkapsel under ledning av den ryske chefskonstruktören Sergej Koroljov. Under denna tid arbetade Feoktistov också med konstruktion av en jondriven rymdfarkost avsedd att kunna ta människor till Mars.
År 1964 valdes Feoktistov till att ingå i en grupp ingenjörer för kosmonaututbildning och i oktober samma år blev han hastigt rekryterad till den tvärvetenskapliga besättningen för Voschod 1-uppdraget. Han var den första civila personen som gjorde en rymdflygning, och den enda kosmonauten i Sovjetunionen som inte var medlem i Sovjetunionens kommunistiska parti. Under sin rymdflygning tillbringade han drygt 24 timmar och 17 minuter i rymden.
Efter rymdfärden med Voschod 1 avbröts Feoktistovs utbildning för ytterligare rymduppdrag av medicinska skäl. Han fortsatte emellertid sitt rymdtekniska arbete, och blev senare chef för den sovjetiska rymddesignbyrån som konstruerade Saljut- och Mir-rymdstationerna.
I oktober 1969 reste Feoktistov och Georgij Beregovoj som gäster hos NASA runt i USA med amerikanska astronauter som värdar, bland annat Eugene Cernan, Neil Armstrong och andra. Det var en resa som alla njöt av och som gav tillfälle till goda internationella kontakter. Feoktistov avslutade sin tekniska karriär hos Energia och återvände till Baumanskolan i Moskva som professor år 1990.

## Hedersbetygelser och priser
- Sovjetunionens hjälte
- Titeln Pilot-Cosmonaut i Sovjetunionen
- Leninorden
- Två ordnar under patriotiska kriget 1:a klass
- Två gånger Orden Arbetets Röda fana
- Orden Hedersemblemet
- Medalj "För segern över Tyskland i det stora patriotiska kriget 1941–1945"
- Medalj "För utveckling av jungfruligt land"
- Sovjetunionens statliga pris
- Leninpriset
- Socialistiska arbetets hjälte (Vietnam)